# توماس تاونسند براون
توماس تاونسند براون (بالإنجليزية: Thomas Townsend Brown)‏ هو فيزيائي أمريكي، ولد في 18 مارس 1905 في زانيسفيل في الولايات المتحدة، وتوفي في 22 أكتوبر 1985 في أفالون في الولايات المتحدة.